# Where We Are Tour
De Where We Are Tour is de derde wereldtournee van de Engels-Ierse boyband One Direction, ter promotie van hun studioalbum Midnight Memories. De band bestond op dat moment uit Harry Styles, Louis Tomlinson, Niall Horan, Zayn Malik en Liam Payne. Het is de bands eerste stadiontour, met een gemiddelde bezoekersaantal van 49.848 mensen per show. De tour begon op 25 april 2014 in Bogota, Colombia en eindigde op 5 oktober 2014 in Miami, Florida. De Australische pop-rockband 5 Seconds of Summer trad op als het voorprogramma voor de Europese en Noord-Amerikaanse shows.
Het is de tour met de hoogste opbrengst van 2014. Het is One Directions best bezochte tour en had de hoogste opbrengst, met in totaal 3.439.560 bezoekers en 290.178.452 dollar opbrengst.

## Ontwikkeling
Op 16 mei 2013 kondigde One Direction de tour aan tijdens een persconferentie in het Wembley Stadium. Tijdens het event beschreef bandlid Louis Tomlinson het nieuwe album als "rockier" en "edgier" dan de muziek die ze eerder uitbrachten.
Tickets voor 8 shows in het Verenigd Koninkrijk en Ierland kwamen te koop op 25 mei 2013, waarna verschillende data in enkele minuten uitverkocht waren Dit leidde tot aankondiging van verschillende extra shows. Alle tickets voor de eerste show verkochten in één dag uit, bijna een jaar voor het concert plaatsvond. Op 19 september werden 10 show voor de Europa aangekondigd en verschillende extra shows in Dublin, Manchester en Londen.

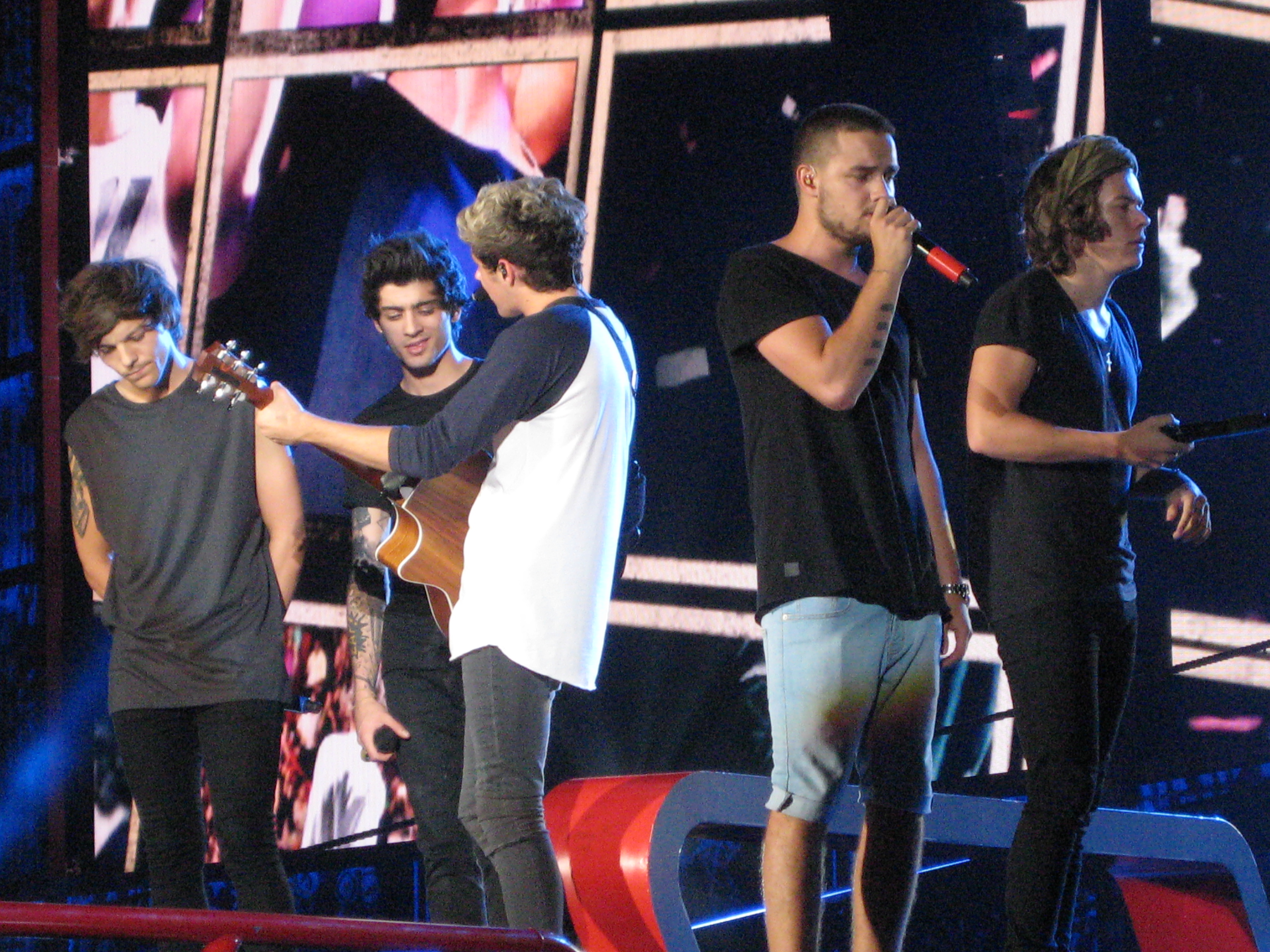
One Direction tijdens het concert in East Rutherford

Tijdens een optreden in het Amerikaanse programma Good Morning America werden nogmaals 21 data voor het Noord-Amerikaanse deel van de tour aangekondigd, tickets hiervoor waren vanaf 7 december 2013 te koop.
Van elk verkocht ticket in het Verenigd Koninkrijk en Ierland werd 50 penny gedoneerd aan het goede doel Stand Up to Cancer. Hiermee doneerde One Direction in totaal 600.000 Britse pond.

## Opnames
De shows op 28 en 29 juni 2014 in San Siro in Milaan werden opgenomen en verwerkt in een concertfilm; Where We Are – The Concert Film. De film kwam vanaf 11 oktober 2014 uit in verschillende bioscopen wereldwijd en kwam later uit op DVD. De film bevat een registratie van het complete concert en diverse scenes achter de schermen en duurt 96 minuten.

## Setlist
De volgende setlist is afkomstig van de show in Bogotá op 25 april 2014. Deze setlist kon gedurende de tour wijzigen.
1. "Midnight Memories"

2. "Little Black Dress"

3. "Kiss You"

4. "Why Don't We Go There"

5. "Rock Me"

6. "Don't Forget Where You Belong"

7. "Live While We're Young"

8. "C'mon, C'mon"

9. "Right Now"

10. "Through the Dark"

11. "Happily"

12. "Little Things"

13. "Moments"

14. "Strong"

15. "Better Than Words"

16. "Alive"

17. "One Thing"

18. "Diana"

19. "What Makes You Beautiful"

Encore

20. "You & I"

21. "Story of My Life"

22. "Little White Lies"

23. "Best Song Ever"

## Shows
| Datum             | Stad            | Land             | Locatie                          | Voorprogramma                     | Opkomst                      | Opbrengst    |
| Zuid-Amerika      | Zuid-Amerika    | Zuid-Amerika     | Zuid-Amerika                     | Zuid-Amerika                      | Zuid-Amerika                 | Zuid-Amerika |
| ----------------- | --------------- | ---------------- | -------------------------------- | --------------------------------- | ---------------------------- | ------------ |
| 25 april 2014     | Bogota          | Colombia         | Estadio Nacional                 | El Freaky                         | 40.935 / 40.935              | $4.727.910   |
| 27 april 2014     | Lima            | Peru             | Estadio Nacional                 | Abraham Mateo                     | 32.601 / 32.601              | $3.362.870   |
| 30 april 2014     | Santiago        | Chili            | Estadio Nacional                 | Abraham Mateo                     | 67.324 / 67.324              | $7.688.500   |
| 1 mei 2014        | Santiago        | Chili            | Estadio Nacional                 | Abraham Mateo                     | 67.324 / 67.324              | $7.688.500   |
| 3 mei 2014        | Buenos Aires    | Argentinië       | Estadio Velez Sarsfield          | Sonus                             | 70.622 / 70.622              | $5.682.760   |
| 4 mei 2014        | Buenos Aires    | Argentinië       | Estadio Velez Sarsfield          | Sonus                             | 70.622 / 70.622              | $5.682.760   |
| 6 mei 2014        | Montevideo      | Uruguay          | Estadio Centenario               | Sonus                             | 30.958 / 30.958              | $2.316.460   |
| 8 mei 2014        | Rio de Janeiro  | Brazilië         | Parque dos Atletas               | P9                                | 40.087 / 40.087              | $3.826.760   |
| 10 mei 2014       | São Paulo       | Brazilië         | Estádio do Morumbi               | P9                                | 102.792 / 102.792            | $9.457.730   |
| 11 mei 2014       | São Paulo       | Brazilië         | Estádio do Morumbi               | P9                                | 102.792 / 102.792            | $9.457.730   |
| Europa            |                 |                  |                                  |                                   |                              |              |
| 23 mei 2014       | Dublin          | Ierland          | Croke Park                       | 5 Seconds of Summer               | 235.008 / 235.008            | $20.115.900  |
| 24 mei 2014       | Dublin          | Ierland          | Croke Park                       | 5 Seconds of Summer               | 235.008 / 235.008            | $20.115.900  |
| 25 mei 2014       | Dublin          | Ierland          | Croke Park                       | 5 Seconds of Summer               | 235.008 / 235.008            | $20.115.900  |
| 28 mei 2014       | Sunderland      | Engeland         | Stadium of Light                 | 5 Seconds of Summer               | 51.231 / 51.231              | $4.383.490   |
| 30 mei 2014       | Manchester      | Engeland         | Etihad Stadium                   | 5 Seconds of Summer               | 158.579 / 158.579            | $12.908.000  |
| 31 mei 2014       | Manchester      | Engeland         | Etihad Stadium                   | 5 Seconds of Summer               | 158.579 / 158.579            | $12.908.000  |
| 1 juni 2014       | Manchester      | Engeland         | Etihad Stadium                   | 5 Seconds of Summer               | 158.579 / 158.579            | $12.908.000  |
| 3 juni 2014       | Edinburgh       | Schotland        | Murrayfield Stadium              | 5 Seconds of Summer               | 64.623 / 64.623              | $5.297.750   |
| 6 juni 2014       | Londen          | Engeland         | Wembley Stadium                  | 5 Seconds of Summer               | 236.566 / 236.566            | $20.017.900  |
| 7 juni 2014       | Londen          | Engeland         | Wembley Stadium                  | 5 Seconds of Summer               | 236.566 / 236.566            | $20.017.900  |
| 8 juni 2014       | Londen          | Engeland         | Wembley Stadium                  | 5 Seconds of Summer               | 236.566 / 236.566            | $20.017.900  |
| 13 juni 2014      | Stockholm       | Zweden           | Friends Arena                    | 5 Seconds of Summer               | 88.978 / 88.978              | $7.358.040   |
| 14 juni 2014      | Stockholm       | Zweden           | Friends Arena                    | 5 Seconds of Summer               | 88.978 / 88.978              | $7.358.040   |
| 16 juni 2014      | Kopenhagen      | Denemarken       | Parken Stadium                   | McBusted                          | 83.577 / 83.577              | $8.190.650   |
| 17 juni 2014      | Kopenhagen      | Denemarken       | Parken Stadium                   | McBusted                          | 83.577 / 83.577              | $8.190.650   |
| 20 juni 2014      | Parijs          | Frankrijk        | Stade de France                  | 5 Seconds of Summer McBusted      | 114.172 / 114.172            | $9.775.550   |
| 21 juni 2014      | Parijs          | Frankrijk        | Stade de France                  | 5 Seconds of Summer McBusted      | 114.172 / 114.172            | $9.775.550   |
| 24 juni 2014      | Amsterdam       | Nederland        | Amsterdam Arena                  | 5 Seconds of Summer               | 103.551 / 103.551            | $7.859.850   |
| 25 juni 2014      | Amsterdam       | Nederland        | Amsterdam Arena                  | 5 Seconds of Summer               | 103.551 / 103.551            | $7.859.850   |
| 28 juni 2014      | Milaan          | Italië           | Stadio Giuseppe Meazza           | 5 Seconds of Summer               | 115.931 / 115.931            | $7.779.190   |
| 29 juni 2014      | Milaan          | Italië           | Stadio Giuseppe Meazza           | 5 Seconds of Summer               | 115.931 / 115.931            | $7.779.190   |
| 2 juli 2014       | Düsseldorf      | Duitsland        | Esprit Arena                     | 5 Seconds of Summer               | 44.684 / 44.684              | $3.395.490   |
| 4 juli 2014       | Bern            | Zwitserland      | Stade de Suisse                  | 5 Seconds of Summer               | 31.037 / 31.037              | $3.150.110   |
| 6 juli 2014       | Turijn          | Italië           | Stadio Olimpico                  | 5 Seconds of Summer               | 38.430 / 38.430              | $3.294.610   |
| 8 juli 2014       | Barcelona       | Spanje           | Olympisch Stadion Lluís Companys | 5 Seconds of Summer Abraham Mateo | 40.333 / 40.333              | $3.391.560   |
| 10 juli 2014      | Madrid          | Spanje           | Estadio Vicente Calderón         | 5 Seconds of Summer Abraham Mateo | 65.186 / 65.186              | $5.409.230   |
| 11 juli 2014      | Madrid          | Spanje           | Estadio Vicente Calderón         | 5 Seconds of Summer Abraham Mateo | 65.186 / 65.186              | $5.409.230   |
| 13 juli 2014      | Porto           | Portugal         | Estádio do Dragão                | D.A.M.A                           | 45.001 / 45.001              | $3.868.070   |
| Noord-Amerika     |                 |                  |                                  |                                   |                              |              |
| 1 augustus 2014   | Toronto         | Canada           | Rogers Centre                    | 5 Seconds of Summer               | 98.851 / 98.851              | $6.634.920   |
| 2 augustus 2014   | Toronto         | Canada           | Rogers Centre                    | 5 Seconds of Summer               | 98.851 / 98.851              | $6.634.920   |
| 4 augustus 2014   | East Rutherford | Verenigde Staten | MetLife Stadium                  | 5 Seconds of Summer               | 139.247 / 139.247            | $12.345.803  |
| 5 augustus 2014   | East Rutherford | Verenigde Staten | MetLife Stadium                  | 5 Seconds of Summer               | 139.247 / 139.247            | $12.345.803  |
| 7 augustus 2014   | Foxborough      | Verenigde Staten | Gillette Stadium                 | 5 Seconds of Summer               | 148.251 / 148.251            | $13.475.239  |
| 8 augustus 2014   | Foxborough      | Verenigde Staten | Gillette Stadium                 | 5 Seconds of Summer               | 148.251 / 148.251            | $13.475.239  |
| 9 augustus 2014   | Foxborough      | Verenigde Staten | Gillette Stadium                 | 5 Seconds of Summer               | 148.251 / 148.251            | $13.475.239  |
| 11 augustus 2014  | Washington D.C. | Verenigde Staten | Nationals Park                   | 5 Seconds of Summer               | 42.834 / 42.834              | $4.233.063   |
| 13 augustus 2014  | Philadelphia    | Verenigde Staten | Lincoln Financial Field          | 5 Seconds of Summer               | 101.527 / 101.527            | $8.818.556   |
| 14 augustus 2014  | Philadelphia    | Verenigde Staten | Lincoln Financial Field          | 5 Seconds of Summer               | 101.527 / 101.527            | $8.818.556   |
| 16 augustus 2014  | Detroit         | Verenigde Staten | Ford Field                       | 5 Seconds of Summer               | 92.428 / 92.428              | $8.304.416   |
| 17 augustus 2014  | Detroit         | Verenigde Staten | Ford Field                       | 5 Seconds of Summer               | 92.428 / 92.428              | $8.304.416   |
| 19 augustus 2014  | Nashville       | Verenigde Staten | Nissanstadion                    | 5 Seconds of Summer               | 53.472 / 53.472              | $4.286.308   |
| 22 augustus 2014  | Houston         | Verenigde Staten | Reliant Stadium                  | 5 Seconds of Summer               | 55.703 / 55.703              | $4.659.939   |
| 24 augustus 2014  | Arlington       | Verenigde Staten | AT&T Stadium                     | Jamie Scott                       | 51.074 / 51.074              | $4.517.012   |
| 27 augustus 2014  | Saint Louis     | Verenigde Staten | Edward Jones Dome                | Jamie Scott                       | 52.315 / 52.315              | $4.281.608   |
| 29 augustus 2014  | Chicago         | Verenigde Staten | Soldier Field                    | 5 Seconds of Summer               | 104.617 / 104.617            | $9.446.247   |
| 30 augustus 2014  | Chicago         | Verenigde Staten | Soldier Field                    | 5 Seconds of Summer               | 104.617 / 104.617            | $9.446.247   |
| 11 september 2014 | Pasadena        | Verenigde Staten | Rose Bowl                        | 5 Seconds of Summer Jamie Scott   | 165.170 / 165.170            | $12.560.382  |
| 12 september 2014 | Pasadena        | Verenigde Staten | Rose Bowl                        | 5 Seconds of Summer Jamie Scott   | 165.170 / 165.170            | $12.560.382  |
| 13 september 2014 | Pasadena        | Verenigde Staten | Rose Bowl                        | 5 Seconds of Summer Jamie Scott   | 165.170 / 165.170            | $12.560.382  |
| 16 september 2014 | Glendale        | Verenigde Staten | State Farm Stadium               | 5 Seconds of Summer               | 56.524 / 56.524              | $5.035.880   |
| 19 september 2014 | El Paso         | Verenigde Staten | Sun Bowl                         | 5 Seconds of Summer               | 44.910 / 44.910              | $3.632.097   |
| 21 september 2014 | San Antonio     | Verenigde Staten | Alamodome                        | 5 Seconds of Summer               | 51.575 / 51.575              | $4.237.714   |
| 23 september 2014 | Tulsa           | Verenigde Staten | BOK Center                       | 5 Seconds of Summer               | 10.100 / 10.100              | $1.012.051   |
| 25 september 2014 | New Orleans     | Verenigde Staten | Mercedes-Benz Superdome          | 5 Seconds of Summer               | 50.349 / 50.349              | $4.258.450   |
| 27 september 2014 | Charlotte       | Verenigde Staten | PNC Music Pavilion               | 5 Seconds of Summer               | 37.365 / 37.365              | $2.378.580   |
| 28 september 2014 | Charlotte       | Verenigde Staten | PNC Music Pavilion               | 5 Seconds of Summer               | 37.365 / 37.365              | $2.378.580   |
| 1 oktober 2014    | Atlanta         | Verenigde Staten | Georgia Dome                     | 5 Seconds of Summer               | 50.970 / 50.970              | $4.438.203   |
| 3 oktober 2014    | Tampa           | Verenigde Staten | Raymond James Stadium            | 5 Seconds of Summer               | 52.158 / 52.158              | $4.359.855   |
| 5 oktober 2014    | Miami Gardens   | Verenigde Staten | Sun Life Stadium                 | 5 Seconds of Summer               | 53.914 / 53.914              | $4.303.749   |
| Totaal            | Totaal          | Totaal           | Totaal                           | Totaal                            | 3.439.560 / 3.439.560 (100%) | $290.178.452 |